# Паула Бер
Пау́ла Бер (нім. Paula Beer; нар. 1 лютого 1995, Майнц, Німеччина) — німецька акторка.

## Біографія
Паула Бер народилася 1 лютого 1995 року в німецькому Майнці в сім'ї художників. Навчалася у школі Монтессорі, а у 8-річному віці поступила на театральні курси. Незабаром вона почала виступати в молодіжному ансамблі в театрі «Friedrichstadt-Palast».
У 2009 році, коли Паулі Бер виповнилося 14 років, її запросили на кастинг для зйомок у фільмі Кріса Крауса «Щоденники Оди» (нім. Poll). В кастингу брали участь 2500 дівчат, але роль у фільмі отримала Паула. У стрічці акторка зіграла роль 14-річної Оді фон Сірінг, яка приїхала на канікули в маєток Полл на Балтійському узбережжі. Після виходу фільму в прокат Паула отримала хороші відгуки кінокритиків та здобула Баварську кінопремію в категорії «Найкраща молода акторка».
У 2012 році Бер зіграла роль Софії, герцогині Баварської, в біографічному фільмі «Людвіг Баварський». У 2014 році акторка знялася в «Темній долині» Андреаса Прохаски та була номінована за роль у фільмі на здобуття Австрійської кінопремії як найкраща молода акторка. У стрічці також знімалися Сем Райлі, Тобіас Моретті та Томас Шуберт. Фільм був номінований на премію Європейської кіноакадемії та отримав нагороди відразу у декількох категоріях: «Найкращі костюми», «Найкраща робота художника-постановника», «Премія журі за найкращі костюми» та «Премію журі за найкращу роботу художника-постановника».
У 2016 році Паула Бер зіграла у фільмі Франсуа Озона «Франц» головну роль німкені Анни, яка оплакує свого покійного нареченого. За цю роль акторка отримала на 73-му Венеційському міжнародному кінофестивалі «Премію Марчелло Мастроянні», яка присуджується молодим акторам, та номінувалася на французькі кінопремії «Люм'єр» та «Сезар» 2017 року у категоріях «Найкраща молода акторка».

## Фільмографія (вибіркова)

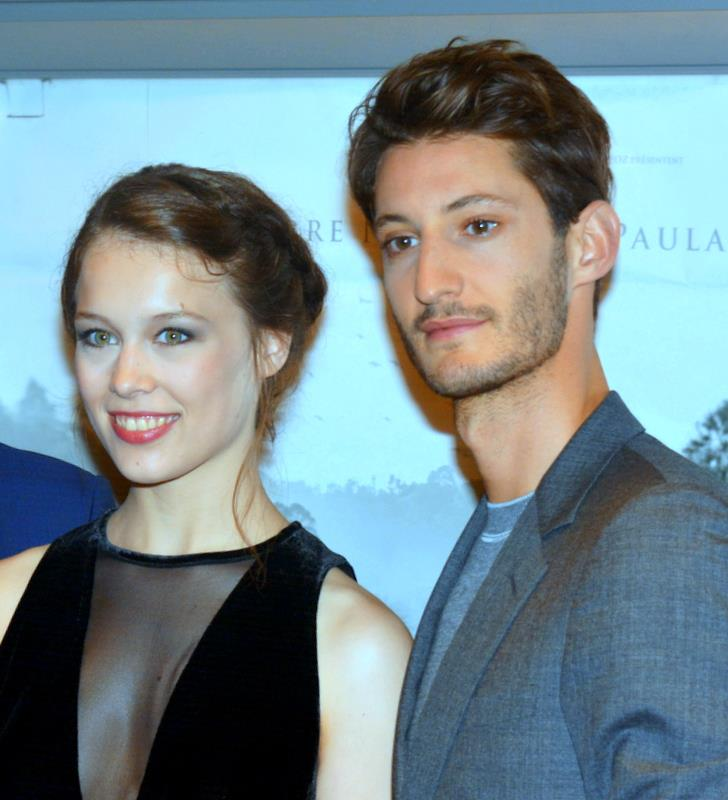
Паула Бер та П'єр Ніне на прем'єрі фільму Франц

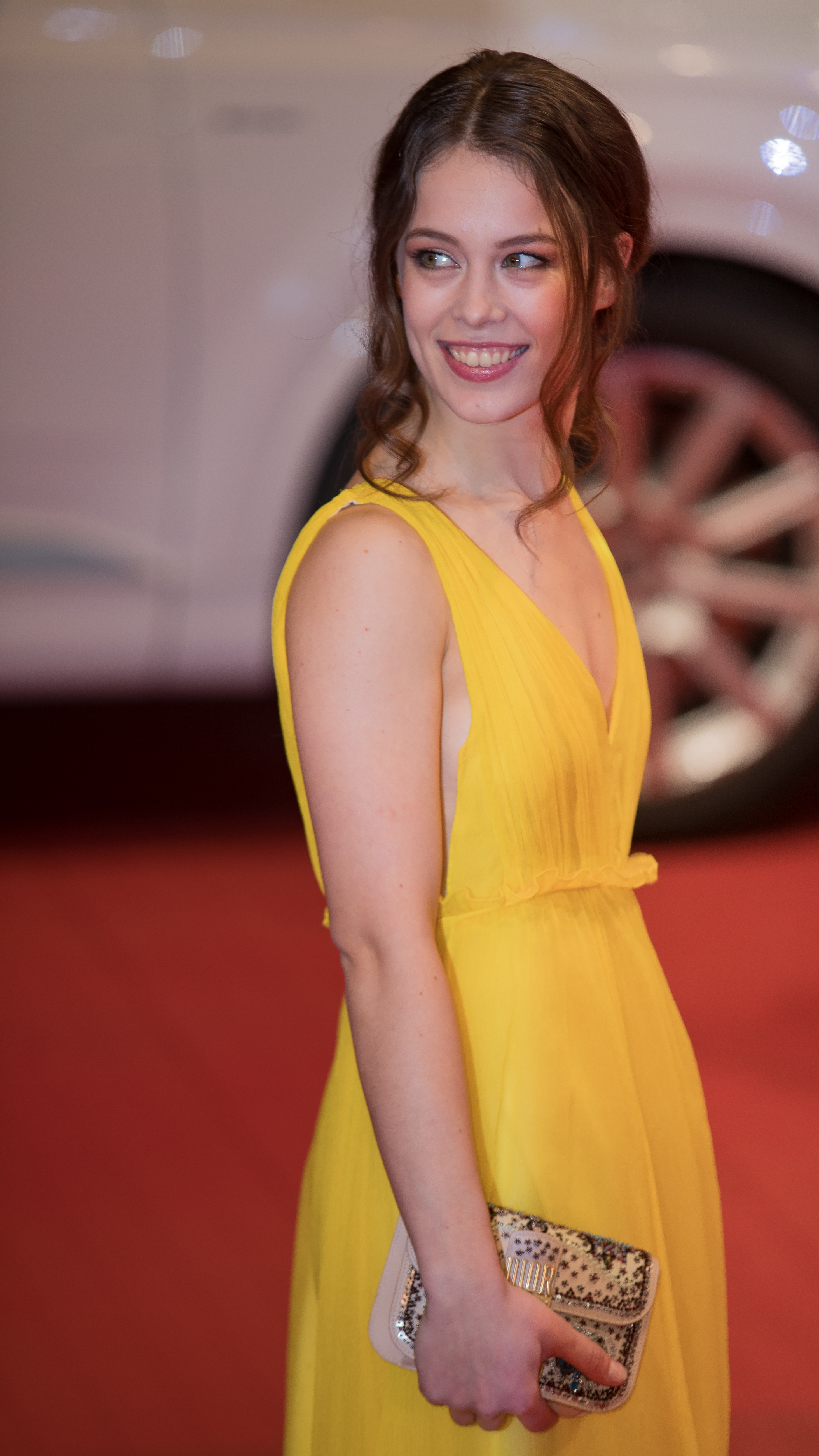
Паула Бер на Берлінале, 2018

| Рік  | Українська назва       | Оригінальна назва             | Роль            |
| ---- | ---------------------- | ----------------------------- | --------------- |
| 2010 | Щоденники Оди          | Poll                          | Ода фон Сірінг  |
| 2012 | Людвіг Баварський      | Ludwig II                     | Софія Баварська |
| 2013 | Смак яблучного насіння | Der Geschmack von Apfelkernen | Розмарі         |
| 2014 | Темна долина           | Das finstere Tal              | Лузі            |
| 2014 | Дипломатія             | Diplomatie                    | Інгрід          |
| 2015 | Чотири королі          | 4 Könige                      | Алекс           |
| 2016 | Франц                  | Frantz                        | Анна            |
| 2018 | Транзит                | Transit                       | Марі            |
| 2018 | Робота без авторства   | Werk ohne Autor               | Еллі            |
| 2018 | Погані банки           | Bad Banks                     | Яна Лейкам      |
| 2019 |                        | Le Chant du loup              | Діана           |
| 2020 |                        | Undine                        | Ундіна          |

## Визнання
| Нагороди та номінації Паули Бер  | Нагороди та номінації Паули Бер                      | Нагороди та номінації Паули Бер | Нагороди та номінації Паули Бер |
| Рік                              | Категорія                                            | Фільм                           | Результат                       |
| -------------------------------- | ---------------------------------------------------- | ------------------------------- | ------------------------------- |
| Баварська кінопремія             |                                                      |                                 |                                 |
| 2011                             | Найкраща молода акторка                              | Щоденники Оди                   | Перемога                        |
| Австрійська кінопремія           |                                                      |                                 |                                 |
| 2015                             | Найкраща акторка                                     | Темна долина                    | Номінація                       |
| Венеційський кінофестиваль       |                                                      |                                 |                                 |
| 2016                             | Премія Марчелло Мастроянні найкращій молодій акторці | Франц                           | Перемога                        |
| Премія «Люм'єр»                  |                                                      |                                 |                                 |
| 2017                             | Найкраща молода акторка                              | Франц                           | Номінація                       |
| Премія «Сезар»                   |                                                      |                                 |                                 |
| 2017                             | Найперспективніша акторка                            | Франц                           | Номінація                       |
| Премія Європейської кіноакадемії |                                                      |                                 |                                 |
| 2017                             | Найкраща акторка                                     | Франц                           | Номінація                       |
| Премія Європейської кіноакадемії |                                                      |                                 |                                 |
| 2020                             | Найкраща акторка                                     | Undine                          | Перемога                        |
| Срібний ведмідь                  |                                                      |                                 |                                 |
| 2020                             | Найкраща акторка                                     | Undine                          | Перемога                        |